# Susana Werner
Susana Werner Espíndola (Rio de Janeiro, 20 de julho de 1977) é uma atriz e apresentadora brasileira. 

## Carreira
Em 1993, aos dezesseis anos, iniciou sua carreira de modelo, sendo destaque na abertura de Cara e Coroa, em 1995. Teve ainda uma rápida passagem, como futebolista, pelo Fluminense.
Como atriz, seu primeiro papel de destaque foi em Malhação entre 1996 e 1998. Em 2001 apresentou a reprise do programa Você Decide no Vale a Pena Ver de Novo (Rede Globo) e, em 2007, durante uma rápida passagem pelo Brasil, fez uma participação especial em Luz do Sol, telenovela da Rede Record. 
Apresentou também o programa Susana Werner Por Aí, exibido na TVJAM, canal de internet do portal IG.

## Vida pessoal
Descendente de alemães por parte de pai, Avelino Werner, e de paraibanos por parte de mãe, Kátia Régis (1949–2016), a apresentadora tem um único irmão.
Entre 1996 e 1999 se relacionou com o jogador de futebol Ronaldo Fenômeno, quando meses após o rompimento, ainda em 1999, começa a namorar o também jogador Júlio César, goleiro do Flamengo, com quem se casou em 2002 e teve dois filhos, Cauet, nascido em 2002, e Giulia, nascida em 2005.
Desde 2002 a artista vive na Europa, tendo passado o maior tempo entre Itália e Portugal, onde seu marido jogou.
Em 21 de maio de 2023, anunciou a separação do marido após 21 anos de casados.

## Filmografia

### Televisão
| Ano     | Título                   | Personagem / Cargo        | Nota                                         |
| ------- | ------------------------ | ------------------------- | -------------------------------------------- |
| 1995    | A Próxima Vítima         | Liane                     | Episódios: "16–18 de março"                  |
| 1996    | Não Fuja da Raia         | Florista                  | Episódio: "23 de abril"                      |
| 1996    | Malhação de Verão        | Mariana Molina            |                                              |
| 1996–97 | Malhação                 | Mariana Molina            | Temporadas 2–3                               |
| 1999    | H de Verão               | Apresentadora             |                                              |
| 1999    | Você Decide              | Juju                      | Episódio: "Romântica Até Certo Ponto"        |
| 1999    | Mulher                   | Marcela                   | Episódio: "Lugar ao Sol"                     |
| 1999    | Vila Madalena            | Beatriz Ferraz (Bia)      |                                              |
| 2001    | Um Anjo Caiu do Céu      | Déborah Lamego            |                                              |
| 2001    | Você Decide              | Apresentadora             |                                              |
| 2002    | Sítio do Picapau Amarelo | Sereia Serena             | Episódio: "Perigo no Reino das Águas Claras" |
| 2007    | Luz do Sol               | Georgiana Magalhães de Sá | Episódio: "23 de março"                      |

### Cinema
| Ano  | Título            | Personagem |
| ---- | ----------------- | ---------- |
| 1998 | Donne in Bianco   | Sabrina    |
| 2003 | Deus É Brasileiro | Agá        |

### Internet
| Ano  | Título               | Cargo         | Nota                      |
| ---- | -------------------- | ------------- | ------------------------- |
| 2007 | Susana Werner Por Aí | Apresentadora | Programa de viagens do IG |